# Regió de la Mar Negra Occidental (estadística)
La regió de la Mar Negra Occidental (TR8) és una de les 12 regions estadístiques de Turquia.

## Subregions i províncies
- Subregió de Zonguldak (TR81)
  - Província de Zonguldak (TR811)
  - Província de Karabük (TR812)
  - Província de Bartın (TR813)
- Subregió de Kastamonu (TR82)
  - Província de Kastamonu (TR821)
  - Província de Çankırı (TR822)
  - Província de Sinop (TR823)
- Subregió de Samsun (TR83)
  - Província de Samsun (TR831)
  - Província de Tokat (TR832)
  - Província de Çorum (TR833)
  - Província d'Amasya (TR834)